# Radu Bercea
Radu Bercea (n. 29 august 1939, în Cuciurul Mare, Cernăuți, Bucovina) este un pictor și grafician român, fost deținut politic sub regimul comunist.

## Biografie
Părinții săi au fost Eugenia și Teofil.
Urmează studii de artă la Școala de Arte Plastice și Decorative „Octav Băncilă”, Iași.
Este căsătorit, soția sa Olga, este profesoară la Gura Humorului. Are trei copii, Manuela, medic psihiatru, Ștefan, inginer, Oana, arhitect.
În regimul comunist, în perioada 1959-1964 a fost condamnat politic pentru convingerile sale pro-occidentale. În timpul detenției în lagărele de exterminare a cunoscut o serie de personalități ale intelectualității române, așa cum ar fi Alexandru Paleologu, academicianul Alexandru Zub, poetul Alexandru Ivasiuc, arhitectul Crașoveanu. A fost amnistiat prin decretul din primăvara anului 1964, impus de organele internaționale ale Dreptului Omului și ONU.

## Cărți publicate
- Memoria retinei gulagului românesc (2007),
- Deportații/via Dolorosa/Bărăgan (2010) – împreună cu Nicolae Ianăși,
- Țara lui tercea-Bercea (2010),
- Mărturii din infern (2011),
- Bucovina mărturisită de Radu Bercea (2013).[4]